# Mattawa (Washington)
Pour les articles homonymes, voir Mattawa.
Mattawa est une ville américaine située dans le comté de Grant, dans l'État de Washington. Selon le recensement de 2020, sa population est de 3 335 habitants.